# استریلی مامبا
استریلی مامبا (انگلیسی: Streli Mamba؛ زادهٔ ۱۷ ژوئن ۱۹۹۴) بازیکن فوتبال اهل آلمان است.
از باشگاه‌هایی که در آن بازی کرده‌است می‌توان به باشگاه فوتبال انرژی کوتبوس و باشگاه فوتبال هانزا روستوک اشاره کرد.